# Kundevo, Smolean
Kundevo (în bulgară Кундево) este un sat în comuna Nedelino, regiunea Smolean,  Bulgaria. 

## Demografie
Componența etnică a satului Kundevo
     Bulgari (8,36%)
     Nicio identificare (91,63%)
     Altele (0%)
La recensământul din 2011, populația satului Kundevo era de 275 locuitori. Nu există o etnie majoritară, locuitorii fiind  și bulgari (8,36%). Pentru 91,63% din locuitori nu este cunoscută apartenența etnică.